# Grünow (Brandebourg)
Grünow est une commune allemande de l'arrondissement d'Uckermark, Land de Brandebourg.

## Géographie
Grünow se situe dans la moraine entre les vallées parallèles de l'Uecker et de la Randow. La région vallonnée (35 à 87 m d'altitude) est caractérisée par de nombreux petits lacs et étangs ainsi que par une agriculture intensive.
La commune comprend les quartiers de Damme, Dreesch, Drense et Grünow.
|          | Schenkenberg | Carmzow-Wallmow |
| Prenzlau | Grünow       | Randowtal       |
|          | Uckerfelde   |                 |

La commune se trouve sur la Bundesautobahn 20.

## Histoire
Grünow est mentionné pour la première fois en 1287. Le village est fondé par des colons allemands ayant des liens étroits avec le couvent de Seehausen.
Damme est mentionné pour la première fois en 1354.
Drösch est fondé en 1792.
On peut encore voir à Drense le grad des Ukriens datant du VIIIe siècle. Le château-fort est mentionné entre 1240 et 1248. Dans les années 1980, lors de fouilles, des marchandises provenant de Pologne, de Moravie et de la Rus de Kiev sont trouvées.
Damme et Drense fusionnent le 31 décembre 1997 avec Grünow.

## Démographie
| Année | Nombre d'habitants |
| ----- | ------------------ |
| 1875  | 393                |
| 1890  | 439                |
| 1910  | 465                |
| 1925  | 532                |
| 1933  | 455                |
| 1939  | 462                |
| 1946  | 723                |
| 1950  | 717                |

| Année | Nombre d'habitants |
| ----- | ------------------ |
| 1964  | 560                |
| 1971  | 532                |
| 1981  | 482                |
| 1985  | 471                |
| 1989  | 426                |
| 1990  | 419                |
| 1991  | 410                |
| 1992  | 400                |
| 1993  | 395                |
| 1994  | 437                |

| Année | Nombre d'habitants |
| ----- | ------------------ |
| 1995  | 442                |
| 1996  | 475                |
| 1997  | 959                |
| 1998  | 983                |
| 1999  | 1 008              |
| 2000  | 1 017              |
| 2001  | 1 032              |
| 2002  | 1 025              |
| 2003  | 1 031              |
| 2004  | 1 021              |

| Année | Nombre d'habitants |
| ----- | ------------------ |
| 2005  | 990                |
| 2006  | 982                |
| 2007  | 977                |
| 2008  | 957                |
| 2009  | 957                |
| 2010  | 923                |
| 2011  | 929                |
| 2012  | 923                |
| 2013  | 915                |
| 2014  | 951                |

| Année | Nombre d'habitants |
| ----- | ------------------ |
| 2015  | 941                |
| 2016  | 926                |
| 2017  | 945                |

## Personnalités liées à la commune
- Jean Villain (1928-2006), journaliste et écrivain
- Wolfgang Herrmann (né en 1939), homme politique

## Source, notes et références
- (de) Cet article est partiellement ou en totalité issu de l’article de Wikipédia en allemand intitulé « Grünow (bei Prenzlau) » (voir la liste des auteurs).